# Kogarkoiet
Het mineraal kogarkoiet is een natrium-fluor-sulfaat met de chemische formule Na3(SO4)F.

## Eigenschappen
Het kleurloze, witte tot lichtblauwe kogarkoiet heeft een glasglans en heeft een witte streepkleur. Het kristalstelsel is monoklien. Kogarkoiet komt vaak voor als korsten (encrustraties), poederig of als kleine pseudohexagonale of -orthorombische kristallen. Kristallen kunnen tweelingen vormen langs kristalvlak [102]. De gemiddelde dichtheid varieert tussen 2,676 en 2,679 en de hardheid is 3,5.

## Naam
Kogarkoiet is genoemd naar de in 1936 geboren Russische geochemica en petrologe Lia Nikolaevna Kogarko, die het mineraal ontdekte.

## Voorkomen
Kogarkoiet is een relatief zeldzaam mineraal, dat soms te vinden in syenitische stollingsgesteenten. Desondanks is de typelocatie van kogarkoiet Hortense Hot Springs in de Amerikaanse staat Colorado, waar kogarkoiet desublimeert uit de stoom van warmwaterbronnen. 